# Mohavea confertiflora
Espèce
Classification APG III (2009)
Mohavea confertiflora est une espèce végétale de la famille des Scrophulariaceae.

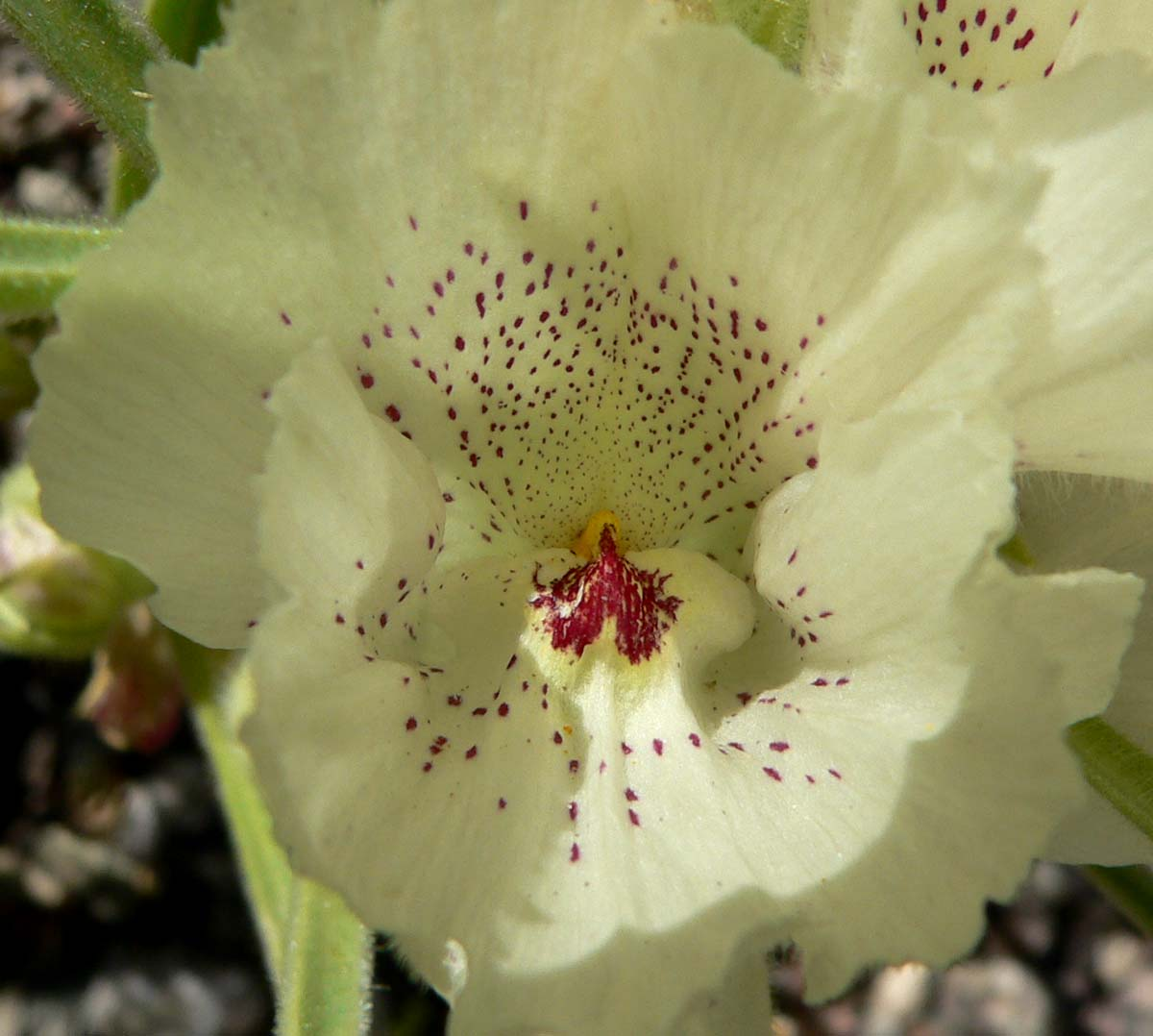
Détail d'une fleur de Mohavea confertiflora.

## Description morphologique

### Appareil végétatif
Cette plante à port érigé mesure de 10 à 50 cm de hauteur. Ses feuilles velues mesurent de 5 à 10 cm de long et sont lancéolées bien qu'étroites.

### Appareil reproducteur
La floraison a lieu entre mars et avril.
Les fleurs à port dressé, voire vertical, apparaissent à l'aisselle des feuilles. Elles sont jaune pâle, translucides, et présentent une légère symétrie bilatérale. La corolle mesure 3,1 cm de long. Les 5 pétales ont une bordure à l'aspect déchiqueté. Velus côté externe, ils portent côté interne des petits points brun-rouge, et le pétale le plus bas comporte à sa base une bosse velue portant une tache rouge sombre. L'androcée ne comporte que deux étamines.

### Espèce proche
Mohavea breviflora est une espèce proche poussant dans les mêmes régions, mais sa corolle est plus petite (environ 1,3 cm de long), non translucide, et d'un jaune plus soutenu.

## Répartition et habitat
Mohavea confertiflora vit dans des zones désertiques du sud-ouest des États-Unis et dans le nord du Mexique. La limite nord de son aire de répartition va de la Californie au Nevada, jusqu'à l'ouest de l'Arizona. Au Mexique, on la trouve dans le nord-ouest du désert de Sonora.
Elle pousse dans les lits assechés des cours d'eau temporaires et sur les pentes rocailleuses de ces zones désertiques.